# Accolade's Comics
Accolade's Comics: Featuring Steve Keene Thrillseeker, o Accolade Comics Presents: Steve Keene Private Spy nella schermata introduttiva, è un videogioco d'avventura con alcune fasi d'azione pubblicato nel 1987 per Apple II e Commodore 64 dalla Accolade. È una parodia delle storie di spionaggio ed è raffigurato con vignette, come se fosse un fumetto.

## Trama
L'agente segreto statunitense Steve Keene viene convocato dal capo nel loro ufficio camuffato da clinica veterinaria. La prima scelta che il giocatore fa lo porterà ad affrontare una tra due missioni.
In una missione, il premio Nobel prof. Zoron Farad è stato rapito mentre lavorava a un progetto importantissimo che non deve cadere in mani sbagliate. Steve viene incaricato di ritrovarlo e inizia la sua indagine dal laboratorio del professore a Vienna. Dopo essersi scontrato con scagnozzi nemici, gli indizi lo portano a un castello in Irlanda. Qui si infiltra nella base sotterranea dei rapitori, dove trova e libera il professore e sabota le attività nemiche.
Nell'altra missione, Steve deve indagare su misteriose macchine che sembrano idranti cittadini e hanno la capacità di riprodursi. Gli indizi lo portano a un indirizzo di una ditta di robotica a Parigi e da qui a un'altra ditta di nuovo negli USA. Segue quindi la pista del magnate Zardo che ha base a Maui, dove con l'aiuto del collega Kato rintraccia Zardo e sventa il suo piano demenziale (usare i falsi idranti per occupare i parcheggi, in modo che più gente vada nei suoi parcheggi a pagamento).
Durante questa missione c'è anche un intermezzo con un breve fumetto che non c'entra nulla, parodia degli inserti pubblicitari che a volte si trovavano nei fumetti veri, compreso il tagliando.

## Modalità di gioco
Lo schermo mostra progressivamente le vignette della storia a fumetti, aggiungendole una alla volta dopo brevi caricamenti da disco e arrivando di solito fino a quattro vignette visibili contemporaneamente. La vignetta più recente e attualmente attiva contiene quasi sempre piccoli elementi animati, ad esempio il labiale o i gesti dei personaggi. I testi sono soltanto in versione inglese; non ci sono effetti sonori, ma su Commodore 64 è presente un sottofondo musicale.
In alcune vignette il giocatore deve prendere una decisione tra due o più opzioni, scorrendo tra varie frasi che Steve può dire nella propria nuvoletta, oppure tra altre possibili azioni indicate da frecce. Questo permette alla storia di progredire in modi diversi, sebbene a volte la scelta sia irrilevante per la trama. Fare una scelta sbagliata può portare a una tragicomica sconfitta di Steve, nel qual caso si perde una vita e si riprende la storia da qualche vignetta più indietro.
In certi punti della storia il fumetto si interrompe e il giocatore deve affrontare una sequenza di gioco d'azione, dove si controlla direttamente il movimento del protagonista in modo tradizionale. Ci sono in tutto 8 sequenze d'azione con meccaniche del tutto diverse tra loro:
- Climber: Steve si arrampica su una griglia di sbarre a schermo fisso per recuperare delle chiavi. Ogni sbarra scompare e ricompare periodicamente e bisogna evitare di cadere.
- Swimmer: Steve nuota in un fiume sotterraneo a scorrimento orizzontale. Si devono evitare vari pericoli e l'esaurimento della riserva d'aria.
- Robot: Steve si muove in orizzontale alla base di una serie di corridoi verticali popolati da robot avversari di diversi tipi. Si possono lanciare mine a detonazione telecomandata per distruggere i robot e i bersagli obiettivo.
- Building: un gioco a piattaforme a scorrimento verticale dove Steve deve risalire la facciata di un palazzo fino al tetto, evitando anche due robot volanti che gli sparano missili.
- Jetpack: simile a Defender[5]. Steve si muove in jet pack dentro una vasta caverna a scorrimento orizzontale e combatte sparando laggi laser contro idranti e robot volanti.
- Conveyor Belt: Steve deve risalire su un intricato sistema di nastri trasportatori, orizzontali o inclinati, a schermo fisso. Occasionalmente i nastri cambiano direzione di marcia. Non c'è un comando di salto; per balzare da un nastro all'altro si deve sfruttare lo slancio dato dalla corsa alla fine del nastro.
- Rail Car: dentro con un carrello ferroviario, Steve deve risalire una schermata fissa di tre piani, con due ascensori ai lati. Sui piani ci sono molte botole letali, blu o rosse, e occasionalmente il cattivo in cima allo schermo aziona l'apertura di tutte quelle di un colore.
- Bomber: una specie di clone di Breakout dove Steve respinge delle bombe rimbalzanti lanciategli dal cattivo. Con le bombe si deve distruggere, un mattone alla volta, la piattaforma dove sta l'avversario. Ogni tanto passa anche un ratto che si deve saltare.

In caso di sconfitta in questi sottogiochi si perde una vita e si deve ritentare la sequenza da capo.
Il menù iniziale, oltre a giocare una partita nuova o salvata, dà la possibilità di fare pratica affrontando direttamente una sequenza d'azione a scelta.

## Accoglienza
A suo tempo Accolade's Comics fu generalmente accolto molto bene dalla stampa di settore statunitense. La comicità del fumetto era sempre apprezzata e nel complesso il gioco appariva innovativo e ben riuscito. Qualche critica andò all'impossibilità di giocare un'avventura pura senza le sequenze d'azione e all'impossibilità di saltare lunghe sequenze di puro fumetto come quella iniziale, che si ripetono sempre uguali a ogni partita.
La stampa europea fu generalmente meno entusiasta di questo particolare stile di gioco, il cui interesse si esaurisce presto, a fronte di un programma costoso su tre floppy. Secondo la rivista Zzap! il videogioco è molto ben fatto ed è spiritoso, ma poco interattivo, e una volta completata una missione non c'è interesse a rigiocarla perché le variazioni sono poche. Secondo ACE (voto 562/1000) il fumetto è divertente, ma le scelte da fare sono poche e le sequenze d'azione non arricchiscono molto il gioco. Anche secondo Commodore User (voto 5/10) l'interazione è poca.